# Dryopteris ciliata
Dryopteris ciliata là một loài thực vật có mạch trong họ Dryopteridaceae. Loài này được (Wall. ex Benth.) C. Chr. ex Y.C. Wu, K. Wong & Pong miêu tả khoa học đầu tiên năm 1932.